# Brumbung (Jepon)
Brumbung is een bestuurslaag in het regentschap Blora van de provincie Midden-Java, Indonesië. Brumbung telt 2668 inwoners (volkstelling 2010).